# Jordan Howard
Pour les articles homonymes, voir Howard.
(en) Statistiques sur pro-football-reference
Jordan Reginald Howard, né le 2 novembre 1994 à Gardendale en Alabama, est un joueur professionnel américain de football américain  évoluant au poste de running back pour la franchise des Dolphins de Miami de la National Football League (NFL).

## Biographie

### Carrière universitaire
Il a d'abord joué deux saisons pour les Blazers de l'UAB, équipe représentant l'Université d'Alabama de Birmingham, avant que l'université ne mette fin au programme de football américain après la saison 2014. Howard change par conséquent d'université, et rejoint l'Université de l'Indiana et leur équipe des Hoosiers en 2015.

### Carrière professionnelle
Il renonce à jouer une dernière saison universitaire en 2016 et se déclare éligible à la draft 2016 de la NFL. Il est sélectionné par les Bears de Chicago au cinquième tour, comme 150e joueur choisi. Il commence d'abord la saison comme troisième running back de l'équipe derrière Jeremy Langford et Ka'Deem Carey, mais est nommé titulaire durant la semaine 4 après la blessure de ces deux derniers joueurs. Il performe très bien au point il est maintenu titulaire malgré le retour de blessure de Langford. Il termine la saison avec 1 313 yards à la course et 6 touchdowns marqués, et est sélectionné au Pro Bowl en remplacement de David Johnson des Cardinals de l'Arizona, blessé.
Après trois saisons avec les Bears, il est échangé en 2019 aux Eagles de Philadelphie contre une sélection de sixième tour pour la draft de 2020.
Il rejoint en mars 2020 les Dolphins de Miami sur un contrat de deux ans.

## Statistiques
| Année  | Équipe                 | MJ     |     | Courses | Courses | Courses | Courses |       | Passes réceptionnées | Passes réceptionnées | Passes réceptionnées | Passes réceptionnées |  | Fumbles | Fumbles |
| Année  | Équipe                 | MJ     | Nb. | Yards   | Moy.    | TD      | Nb.     | Yards | Moy.                 | TD                   | Nb.                  | Perdus               |  |         |         |
| 2016   | Bears de Chicago       | 15     | 252 | 1 313   | 5,2     | 6       | 29      | 298   | 10,3                 | 1                    | 2                    | 1                    |  |         |         |
| 2017   | Bears de Chicago       | 16     | 276 | 1 122   | 4,1     | 9       | 23      | 125   | 5,4                  | 0                    | 1                    | 1                    |  |         |         |
| 2018   | Bears de Chicago       | 16     | 250 | 935     | 3,7     | 9       | 20      | 145   | 7,3                  | 0                    | 2                    | 1                    |  |         |         |
| 2019   | Eagles de Philadelphie | 10     | 119 | 525     | 4,4     | 6       | 10      | 69    | 6,9                  | 1                    | 0                    | 0                    |  |         |         |
| Totaux | Totaux                 | Totaux | 897 | 3 895   | 4,3     | 30      | 82      | 637   | 7,7                  | 2                    | 5                    | 3                    |  |         |         |